# هوليداي ماجيك
كانت هوليداي ماجيك (Holiday Magic) منظمة تسويقية متعددة المستويات، أَسسها ويليام بين باتريك (1930–1973) في عام 1964 في الولايات المتحدة. في الأصل، وزعت المنظمة سلعاً مثل: منتجاتٍ تَخُصُ المنزل، ومستحضرات التجميل. جرى تشجيع موزعي الشركة على تهيئة وتأهيل موزعين آخرين في هيكل تسويق متعدد المستويات، والذي وُصف لاحقاً بأنهُ مخطط هرمي.
في 16 من مايو 1974، جرت الموافقة من قِبل المحكمة على تسوية حل وسط مع ما يقارب 31,000 من أعضاء الفئة، وإنشاء صندوق استئماني بقيمة 2,600,381 دولار أمريكي [مبهم] . بعد عام من وفاة باتريك 1973 حُلَّت المنظمة.
جرى التحقيق في الشركة من قبل محكمة السوق السويدية، ولجنة الأوراق المالية، والبورصات الأمريكية، ولجنة التجارة الفيدرالية، وولاية كاليفورنيا.

## المُنَظمة

### الأُصول
في عام 1964، بعد الإفلاس والعديد من الإخفاقات التجارية، كان باتريك (33 عاماً) يسير بجوار مرآب في سان رافائيل، كاليفورنيا، وشدت انتباهه مستحضرات تجميل برائحة الفاكهة للبيع. كانت الشركة المسماة بـِ زولين (Zolene) على وشك الاعتزال عن العمل. اشترى باتريك جميع مستلزمات المستحضرات التجميلية مقابل 16،250 دولاراً أمريكياً، وأَسس شركة هوليداي ماجيك (Holiday Magic). بعد شرائهِ، بدأَ باتريك في بيع المواد بالتجزئة في شركتهِ الجديدة.
استخدمَ باتريك، أحد طلاب ألكسندر إيفريت (مؤسس مايند دايناميكس Mind Dynamics)، تقنيات مايند دايناميكس بالإضافة إلى طريقة سيلفا في منظمة هوليداي ماجيك.

### المشاكل القانونية
رفعت ولاية كاليفورنيا دعوى قضائية ضد هوليداي ماجيك في ديسمبر 1972.
في فبراير 1973، رفعت شركة آفون بروداكتس دعوى قضائية ضد هوليداي ماجيك بتهمة الافتراء. في الدعوى، زعمت شركة آفون بروداكتس أن «وزعَ موظفو هوليداي ماجيك منشورات تتهم آفون بوجود فرق من المجرمين، بدفع رشوة لمكتب المدعي العام...».
في يونيو 1973، رفعت لجنة الأوراق المالية، والبورصات الأمريكية دعوى قضائية ضد هوليداي ماجيك، متهماً باتريك بـ (الغش على 80 أَلف شخصاً بأكثر من 250 مليون دولاراً من خلال إمبراطورية هوليدي ماجيك لمستحضرات التجميل والصابون).
جرى التحقيقُ في الشركة من قِبَل لجنة التجارة الفيدرالية، وفي يونيو 1973، عُثر على الشركة المذنبة بممارساتٍ تجاريةٍ مضللة. وجدت لجنةُ التجارةِ الفيدرالية أَن هوليداي ماجيك كانت تنتهك المادة 5 من قانون لجنةِ التجارة الفيدرالية، والقسم 2 (أ) من قانون كلايتون لمكافحة الاحتكار.
في عام 1973، حظرت محكمةُ السوق السويدية إجراءات هوليداي ماجيك، وفرضت غرامة قدرُها مليونان كرونة سويدية.

### المخطط الهرمي
وُصِفت الشركة بأنها جزء من عمليات الاحتيال (الثلاثة الكبار)، في جلسة استماع لمجلس الشيوخ الأمريكي عام 1974، أمام المستهلكين في لجنة التجارة التي تعاملت مع المبيعات الهرمية. وصفت جلسات الإستماع عام 1974 أمام لجنة الرقابة بالكونجرس التابعة للجنة التجارة الفيدرالية هوليداي ماجيك بأنها (مسوق متعدد المستويات لمستحضرات التجميل)، والتي استخدمت (مخطط توزيع هرمي غير عادل ومخادع). صُنفت هوليداي ماجيك (Holiday Magic) أيضًا على أنها (مخطط هرمي)، (وتوزيع متعدد المستويات) من قبل مكتب التجارة المحلية بالولايات المتحدة، في كتابهم المنشور عام 1976: الجرائم ضد الأعمال: منظور إداري.
استشهد بالشركة من قبل مجلس النواب الأمريكي في جلسة استماع عام 1975  كمثال في الاحتيال على المستهلك، مرة أخرى في عام 1977، وفي عام 1991، في جلسة استماع من قبل لجنة مجلس النواب للأعمال الصغيرة. أشارت شركة روزنامة كاتز للجميع «Katz's Everybody's: An Almanac» أيضًا إلى هوليداي ماجيك على أنها (منظمة مبيعات هرمية). ووصفها تيرنر بأنها واحدة من أُولى شركات (التسويق الهرمي) في أمريكا. أشار كلارك إلى الشركة على أنها عمل (غير شرعي). سخر توبياس من الطبيعة الهرمية للمؤسسة، في كتابه دليل الاستثمار الوحيد الذي ستحتاجه على الإطلاق (The Only Investment Guide You'll Ever Need)، إذ قال للقراء أن يكونوا حذرين من (.. هوليدي ماجيك - حيث لم يكُن جني الأموال الكثيرة من خلال بيع مستحضرات التجميل، ولكن في بيع الامتيازات لبيع الامتيازات (لبيع الامتيازات). كَتَبَ هاو (Howe) في تسجيل أحداث سان فرانسيسكو (san (Francisco Chronicle أن هوليداي ماجيك كانت (واحدة من أكبر المخططات الهرمية ..)
أصبحَت هوليداي ماجيك مثالاً يُضرب في الدورات الدراسية للعدالة الجنائية على مستوى الدراسات العليا، لتحليل طبيعة عمليات الاحتيال على الشركات. وفقًا لمجلة داك لو (Duke Law Journal): «تخللت عدم الشرعية في كل جانب من جوانب الترويج لبرنامج تسويق هوليداي ماجيك». كما استشهدت جامعة شيكاغو، مراجعة القانون، بإحدى قضايا هوليداي ماجيك، ومراجعة قانون كولومبيا. يستشهد مكتب المدعي العام في ولاية مين (maine) بالولايات المتحدة re Holiday Magic، Inc.، 84 F.T.C. 748 كمثال على المخططات الهرمية. وصف فالتينسكي هوليدي ماجيك بأنها (..أكبر عملية احتيال هرمي على الإطلاق...).."